# Mannschaftskader der División de Honor (Schach) 2019
Die Liste der Mannschaftskader der División de Honor (Schach) 2019 enthält alle Spieler, die für die spanischen División de Honor im Schach 2019 gemeldet wurden, mit ihren Einzelergebnissen.

## Allgemeines
Die teilnehmenden Vereine durften maximal zwölf Spieler (darunter mindestens eine Frau) melden, allerdings schöpfte kein Verein das Kontingent komplett aus. Nicht alle gemeldeten Spieler kamen auch zum Einsatz. Während fünf Mannschaften in allen Wettkämpfen die gleichen sechs Spieler einsetzten, spielten bei Jaime Casas Monzon acht Spieler mindestens eine Partie. Insgesamt kamen 52 Spieler zum Einsatz, von denen 36 keinen Wettkampf versäumten.
Punktbeste Spieler waren Alexander Predke (Magic Extremadura) und Meri Arabidse (Club Ajedrez Solvay) mit je 6 Punkten aus 7 Partien, je 5,5 Punkte aus 7 Partien erreichten Emilio Moreno Tejera (Magic Extremadura) und Oleg Korneev (Escola d’Escacs de Barcelona).
Kein Spieler erreichte 100 %, das prozentual beste Ergebnis gelang ebenfalls Predke und Arabidse.

## Legende
Die nachstehenden Tabellen enthalten folgende Informationen:
- Nr.: Ranglistennummer
- Titel: FIDE-Titel; GM = Großmeister, IM = Internationaler Meister, FM = FIDE-Meister, WIM = Internationale Meisterin der Frauen, WFM = FIDE-Meisterin der Frauen
- Land: Verbandszugehörigkeit gemäß Elo-Liste von September 2019; ARG = Argentinien, AZE = Aserbaidschan, ESP = Spanien, FRA = Frankreich, GEO = Georgien, GER = Deutschland, HUN = Ungarn, IND = Indien, IRI = Iran, ITA = Italien, RUS = Russland, SRB = Serbien, UKR = Ukraine, VEN = Venezuela
- Elo: Elo-Zahl in der Elo-Liste von September 2019
- G: Anzahl Gewinnpartien
- R: Anzahl Remispartien
- V: Anzahl Verlustpartien
- Pkt.: Anzahl der erreichten Punkte
- Partien: Anzahl der gespielten Partien

## Magic Extremadura
| Nr. | Titel | Name                    | Land | Elo  | G | R | V | Pkt. | Partien |
| --- | ----- | ----------------------- | ---- | ---- | - | - | - | ---- | ------- |
| 1   | GM    | Iwan Tscheparinow       | GEO  | 2670 | 3 | 3 | 1 | 4,5  | 7       |
| 2   | GM    | Alexander Predke        | RUS  | 2657 | 5 | 2 | 0 | 6    | 7       |
| 3   | GM    | Jaime Santos Latasa     | ESP  | 2591 | 2 | 5 | 0 | 4,5  | 7       |
| 4   | GM    | Manuel Pérez Candelario | ESP  | 2621 | 3 | 4 | 0 | 5    | 7       |
| 5   | IM    | Emilio Moreno Tejera    | ESP  | 2427 | 5 | 1 | 1 | 5,5  | 7       |
| 6   | WGM   | Alina Biwol             | RUS  | 2371 | 3 | 2 | 2 | 4    | 7       |

## Gros Xake Taldea
| Nr. | Titel | Name                          | Land | Elo  | G | R | V | Pkt. | Partien |
| --- | ----- | ----------------------------- | ---- | ---- | - | - | - | ---- | ------- |
| 1   | GM    | Étienne Bacrot                | FRA  | 2671 | 3 | 3 | 1 | 4,5  | 7       |
| 2   | GM    | Arkadij Naiditsch             | AZE  | 2643 | 2 | 3 | 2 | 3,5  | 7       |
| 3   | IM    | Elisabeth Pähtz               | GER  | 2479 | 2 | 3 | 2 | 3,5  | 7       |
| 4   | IM    | Alejandro Franco Alonso       | ESP  | 2389 | 2 | 3 | 2 | 3,5  | 7       |
| 5   | IM    | Santiago González de la Torre | ESP  | 2423 | 2 | 2 | 3 | 3    | 7       |
| 6   | IM    | Íñigo Argandoña Riveiro       | ESP  | 2413 | 3 | 3 | 1 | 4,5  | 7       |

## CAC Beniajan Duochess
| Nr. | Titel | Name                        | Land | Elo  | G | R | V | Pkt. | Partien |
| --- | ----- | --------------------------- | ---- | ---- | - | - | - | ---- | ------- |
| 1   | GM    | Wassyl Iwantschuk           | UKR  | 2686 | 3 | 0 | 3 | 3    | 6       |
| 2   | GM    | Ruslan Ponomarjow           | UKR  | 2675 | 1 | 5 | 0 | 3,5  | 6       |
| 3   | GM    | David Antón Guijarro        | ESP  | 2674 | 1 | 4 | 1 | 3    | 6       |
| 4   | GM    | Sandro Mareco               | ARG  | 2633 | 3 | 3 | 0 | 4,5  | 6       |
| 5   | GM    | Josep Manuel López Martínez | ESP  | 2573 | 3 | 1 | 2 | 3,5  | 6       |
| 6   | GM    | José Carlos Ibarra Jérez    | ESP  | 2538 | 2 | 3 | 0 | 3,5  | 5       |
| 7   | IM    | Sabrina Vega Gutiérrez      | ESP  | 2395 | 0 | 4 | 3 | 2    | 7       |

## Club Ajedrez Solvay
| Nr. | Titel | Name                   | Land | Elo  | G | R | V | Pkt. | Partien |
| --- | ----- | ---------------------- | ---- | ---- | - | - | - | ---- | ------- |
| 1   | GM    | K. Sasikiran           | IND  | 2675 | 0 | 5 | 2 | 2,5  | 7       |
| 2   | GM    | Surya Shekhar Ganguly  | IND  | 2658 | 1 | 4 | 2 | 3    | 7       |
| 3   | GM    | Miguel Santos Ruiz     | ESP  | 2560 | 3 | 4 | 0 | 5    | 7       |
| 4   | FM    | Enrique Tejedor Fuente | ESP  | 2453 | 2 | 3 | 2 | 3,5  | 7       |
| 5   | GM    | Elizbar Ubilava        | ESP  | 2481 | 1 | 1 | 5 | 1,5  | 7       |
| 6   | IM    | Meri Arabidse          | GEO  | 2398 | 5 | 2 | 0 | 6    | 7       |

## Escola d’Escacs de Barcelona
| Nr. | Titel | Name                     | Land | Elo  | G | R | V | Pkt. | Partien |
| --- | ----- | ------------------------ | ---- | ---- | - | - | - | ---- | ------- |
| 1   | GM    | Alexander Rachmanow      | RUS  | 2606 | 0 | 5 | 2 | 2,5  | 7       |
| 2   | GM    | Fernando Peralta         | ARG  | 2566 | 1 | 4 | 2 | 3    | 7       |
| 3   | GM    | Oleg Korneev             | ESP  | 2511 | 4 | 3 | 0 | 5,5  | 7       |
| 4   | GM    | Hipólito Asís Gargatagli | ESP  | 2511 | 1 | 3 | 3 | 2,5  | 7       |
| 5   | GM    | Wiktor Moskalenko        | ESP  | 2475 | 2 | 3 | 2 | 3,5  | 7       |
| 6   | IM    | Sophie Milliet           | FRA  | 2400 | 2 | 3 | 2 | 3,5  | 7       |

## Jaime Casas Monzon
| Nr. | Titel | Name                      | Land | Elo  | G | R | V | Pkt. | Partien |
| --- | ----- | ------------------------- | ---- | ---- | - | - | - | ---- | ------- |
| 1   | GM    | Tamás Bánusz              | HUN  | 2619 | 1 | 2 | 2 | 2    | 5       |
| 2   | GM    | Jurij Kusubow             | UKR  | 2636 | 2 | 3 | 1 | 3,5  | 6       |
| 3   | GM    | Wolodymyr Baklan          | UKR  | 2604 | 0 | 2 | 1 | 1    | 3       |
| 4   | GM    | Daniel Forcén Esteban     | ESP  | 2568 | 2 | 0 | 5 | 2    | 7       |
| 5   | IM    | Alfonso Llorente Zaro     | ESP  | 2447 | 0 | 3 | 2 | 1,5  | 5       |
| 6   | IM    | Pedro Antonio Ginés Esteo | ESP  | 2426 | 3 | 3 | 1 | 4,5  | 7       |
| 7   | IM    | Julija Osmak              | UKR  | 2408 | 1 | 4 | 2 | 3    | 7       |
| 8   | IM    | Juan Luis Ramiro Ovejero  | ESP  | 2350 | 0 | 2 | 0 | 1    | 2       |
| 9   |       | Pablo Maza Broto          | ESP  | 2039 | 0 | 0 | 0 | 0    | 0       |
| 10  |       | José Antonio Buil Rello   | ESP  | 1714 | 0 | 0 | 0 | 0    | 0       |

## CA Collado Villalba
| Nr. | Titel | Name                   | Land | Elo  | G | R | V | Pkt. | Partien |
| --- | ----- | ---------------------- | ---- | ---- | - | - | - | ---- | ------- |
| 1   | GM    | Eduardo Iturrizaga     | VEN  | 2626 | 2 | 3 | 2 | 3,5  | 7       |
| 2   | GM    | Renier Vázquez Igarza  | ESP  | 2556 | 1 | 3 | 1 | 2,5  | 5       |
| 3   | IM    | Javier Moreno Ruiz     | ESP  | 2478 | 0 | 2 | 4 | 1    | 6       |
| 4   | FM    | Gabriel Quispe Arteaga | ESP  | 2404 | 2 | 0 | 3 | 2    | 5       |
| 5   | IM    | Adrián Suárez Uriel    | ESP  | 2392 | 1 | 2 | 3 | 2    | 6       |
| 6   | FM    | Jesús Martín Duque     | ESP  | 2373 | 2 | 2 | 2 | 3    | 6       |
| 7   | FM    | Desiree Di Benedetto   | ITA  | 2235 | 1 | 4 | 2 | 3    | 7       |
| 8   |       | Jesús Cao Armillas     | ESP  | 2044 | 0 | 0 | 0 | 0    | 0       |

## CA GranDama Santa Lucia
| Nr. | Titel | Name                    | Land | Elo  | G | R | V | Pkt. | Partien |
| --- | ----- | ----------------------- | ---- | ---- | - | - | - | ---- | ------- |
| 1   | GM    | Nicat Abbasov           | AZE  | 2632 | 0 | 7 | 0 | 3,5  | 7       |
| 2   | GM    | Pouya Idani             | IRI  | 2586 | 0 | 6 | 1 | 3    | 7       |
| 3   | GM    | Miša Pap                | SRB  | 2474 | 1 | 2 | 4 | 2    | 7       |
| 4   | IM    | Alberto Suárez Real     | ESP  | 2460 | 0 | 3 | 4 | 1,5  | 7       |
| 5   | IM    | Daniel Ortega Hermida   | ESP  | 2341 | 2 | 3 | 2 | 3,5  | 7       |
| 6   | WIM   | Belinda Vega Gutiérrez  | ESP  | 2152 | 0 | 4 | 3 | 2    | 7       |
| 7   |       | Ciriaco Almeida Sánchez | ESP  | 1896 | 0 | 0 | 0 | 0    | 0       |